# Sajndžargal
   Sajndžargal je mongolské jméno, v němž Sajndžargal je rodné jméno. Osoba je řazena podle rodného jména.
Sajndžargal (pchin-jin Sài Yīnjírìgālā, v českém přepisu Saj Jin-ťi-ž'-ka-la), (* 14. prosince 1989, Vnitřní Mongolsko, Čína) je čínský zápasník–judista, mongolské národnosti.

## Sportovní kariéra
Od 7 let se věnuje tradičnímu mongolskému zápasu. S judem začínal ve 14 letech na střední sportovní škole ve Wu-lan-čcha-pu. Na mezinárodní scéně se poprvé prosadil v roce 2014 a pod vedením zkušeného korejského trenéra Čong Huna se v roce 2016 kvalifikoval na olympijské hry v Riu. V prvním kole olympijského turnaje rozesmutnil domácí publikum, když dotlačil Alexe Pomba v posledních sekundách zápasu technikou uki-waza na juko. V dalším kole podlehl po minutě boje na ippon krásně provedenou technikou tai-otoši Rusu Děnisi Jarcevovi.

### Vítězství
- 2015 - 1x světový pohár (Ulánbátar)

## Výsledky
| Turnaj            | 2014       | 2015       | 2016       |  |
| Turnaj            | 25         | 26         | 27         |  |
| Turnaj            | lehká váha | lehká váha | lehká váha |  |
| ----------------- | ---------- | ---------- | ---------- |  |
| Olympijské hry    |            |            | úč.        |  |
| Mistrovství světa | úč         | úč.        |            |  |
| Asijské hry       | —          |            |            |  |
| Mistrovství Asie  |            | —          | úč.        |  |